# Bochovice
Bochovice település Csehországban, a Třebíči járásban. Bochovice Svatoslav, Horní Radslavice, Benetice, Hroznatín és Horní Heřmanice településekkel határos. Lakosainak száma 148 fő (2024. január 1.).

## Népesség
A település lakosságának változását az alábbi diagram mutatja:
| Lakosok száma | 280  | 310  | 311  | 267  | 221  | 143  | 154  | 147  | 138  | 148  |
|               | 1869 | 1900 | 1921 | 1961 | 1980 | 2011 | 2016 | 2019 | 2021 | 2024 |